# رقاع (نبات)
رِقَاع   هو جنس نبات مزهر في الفصيلة أزدرختية . هذه النباتات متنوعة بشكل خاص في أفريقية جنوب الصحراء الكبرى وأمريكة الجنوبية الاستوائية. سوقها جالسة، أغصانها منفرجة الانتشاب. أوراقها مركبة وترية يكثر فيها التثليث.

## الأنواع المختارة
- رقاع مُهَوَّع
- رقاع عطر
- رقاع أزغب
- رقاع أمرد
- رقاع أمريكي